# Liste von Lokomotiven und Triebwagen der Danske Statsbaner

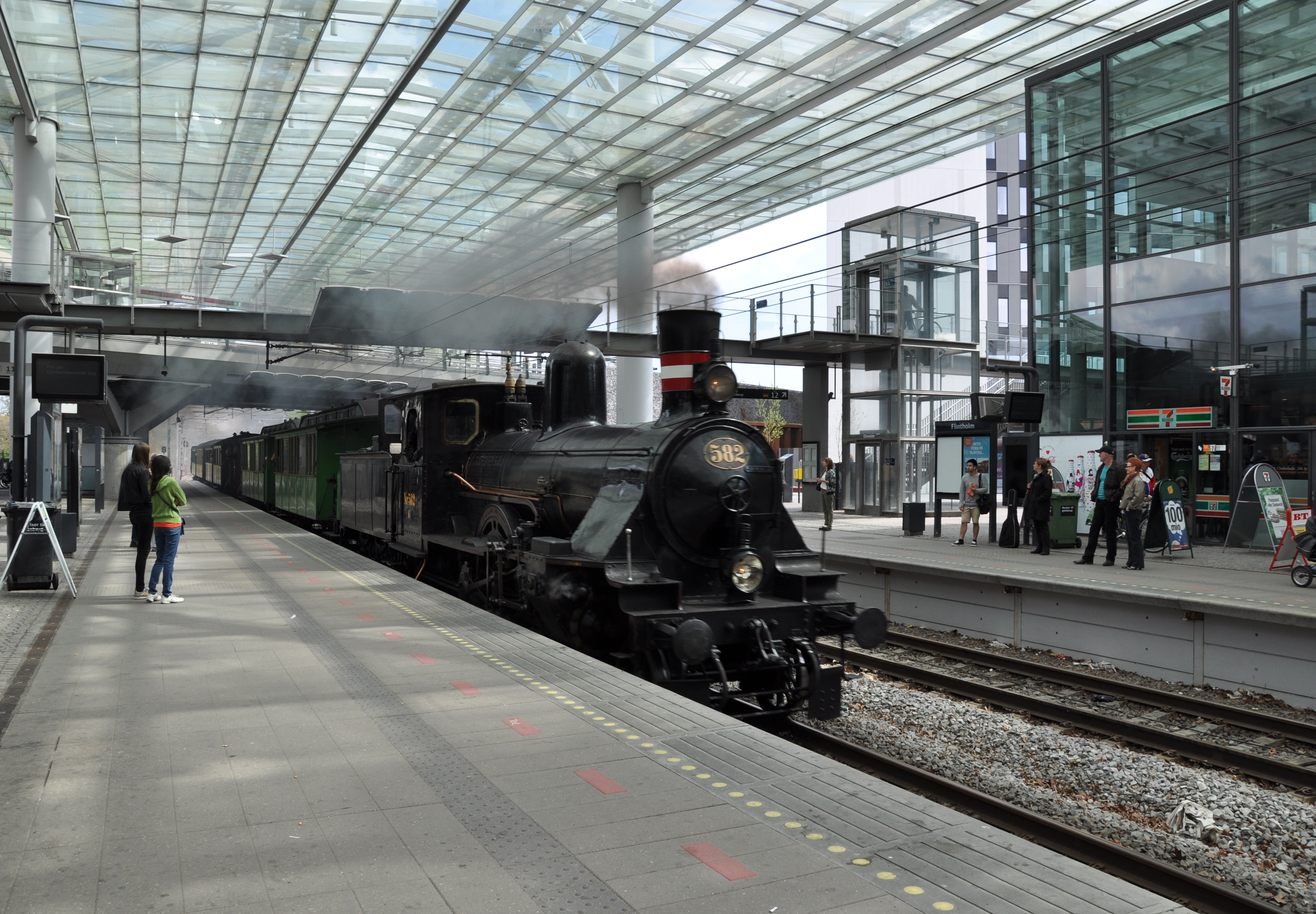
Alt trifft neu – K 582 von 1900 im Bahnhof Flintholm, 2004

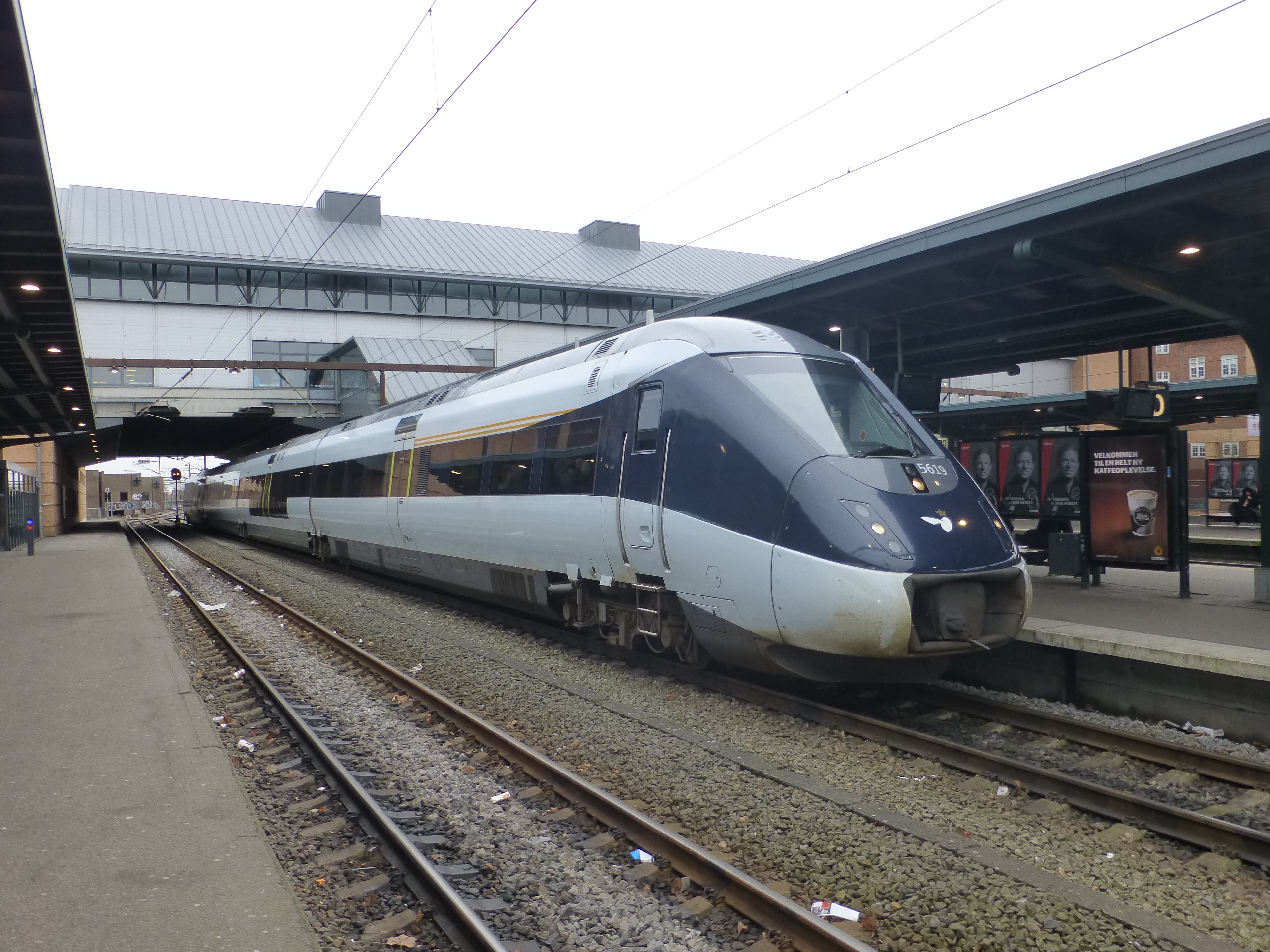
Dieseltriebzug IC4 im Bahnhof Odense

Die Liste von Lokomotiven und Triebwagen der Danske Statsbaner (deutsch Dänische Staatsbahnen) enthält eine Zusammenfassung von Fahrzeugen, die an die DSB geliefert oder dort eingesetzt wurden.

## Erklärungen
- Baureihe: Buchstabensymbole für die Lokomotiv-Baureihe (Rangiertraktoren haben kein Buchstabensymbol). Bei Dampflokomotiven, deren Baureihenbezeichnung aus zwei Buchstaben besteht, bedeutet
  - F als zweiter Buchstabe: Übernahme von Sydfyenske Jernbaner (SFJ) oder andere Gesellschaften 1949,
  - J als zweiter Buchstabe: Übernahme von DSB J – ursprünglich Jysk-Fyenske Jernbaner (JFJ) – 1892 und
  - S als zweiter Buchstabe: Übernahme von DSB S – ursprünglich Det Sjællandske Jernbaneselskab (SJS) – 1892.
- Römische Ziffern: bezieht sich auf zwei oder mehr verschiedene Typreihen von Lokomotiven mit der gleichen Baureihenbezeichnung.
- Inbetriebnahme: Jahr der Inbetriebnahme durch den ursprünglichen Besitzer.
- Ausmusterung: Jahr der Ausmusterung bei DSB. Einige Lokomotiven waren schon lange vor der Ausmusterung nicht mehr im aktiven Betriebsdienst. Der Dampfbetrieb endete bei DSB 1970, aber eine kleine Anzahl von Dampflokomotiven blieb einige Jahre als Reservelokomotiven erhalten.
- Frühere Besitzer / frühere Baureihe: bei Dampflokomotiven, die von anderen Unternehmen übernommen wurden, ehemalige Eigentümer und ehemalige Baureihenbezeichnung
- erhaltene Lokomotiven: Lokomotiven, die in Museen, bei Eisenbahnvereinen oder bei Privatpersonen erhalten sind, mit Angabe des Besitzers
- Bemerkungen: Umbauten, Umzeichnungen, Kauf oder Verkauf mit Angabe der Eisenbahngesellschaft

## Dampflokomotiven
| Baureihe    | Nummer                            | Inbetriebnahme       | Ausmusterung Verkauf                             | Frühere Besitzer / frühere Baureihe                               | erhaltene Lokomotiven | Bemerkungen |
| ----------- | --------------------------------- | -------------------- | ------------------------------------------------ | ----------------------------------------------------------------- | --- | --- |
| A           | 129–159                           | 1882–1888            | 1932–1956                                        | JFJ A 129–159                                                     | A 159: Danmarks Jernbanemuseum | |
| AF (I)      | 119–122                           | 1897–1898            | 1952–1954                                        | SNB 1–4                                                           | | |
| AF (II)     | 123–126                           | 1906                 | 1952–1954                                        | ONFJ 23–26                                                        | | |
| AS          | 201–204                           | 1876–1877            | 1917–1929                                        | SJS A 1–4                                                         | | |
| B (I)       | 21–26, 45–49                      | 1868–1869            | 1907–1932                                        | JFJ B 21–26, 45–49                                                | B 45: Danmarks Jernbanemuseum | |
| B (II)      | 10, 301                           | 1909                 | 1950                                             | KSB 10, 9                                                         | | 1948 von København–Slangerup Banen übernommen |
| BF          | 304–306                           | 1923                 | 1949                                             | SFJ 1–2, RFB 4                                                    | | |
| BS (I)      | 289–295                           | 1879, 1889           | 1901–1918                                        | SJS B 80–81, 56–60                                                | | BS 290 an Varde-Nørre Nebel-Tarm Jernbane (VNTJ) verkauft |
| BS (II)     | 285–288                           | 1891                 | 1918                                             | SJS B 85–88                                                       | | BS 285–288 an Varde–Grindsted Jernbane verkauft |
| C (I)       | 65–68                             | 1874                 | 1896–1897                                        | JFJ C 65–68                                                       | | |
| C (II)      | 701–719                           | 1903–1909            | 1954–1969                                        |                                                                   | C 708: Danmarks Jernbanemuseum | |
| CS          | 238–249                           | 1875–1877            | 1898–1929                                        | SJS C 8–9, 14, 41–48, 6                                           | CS 246: Danmarks Jernbanemuseum | |
| D           | 801–900                           | 1902–1922            | 1950–1974                                        |                                                                   | D 802, 859, 871: Danmarks Jernbanemuseum D 825–826: Dansk Jernbane-Klub | D 859 an Odsherreds Jernbane (OHJ) verkauft |
| DF          | 129–132                           | 1910–1917            | 1960–1963                                        | SNB 29, SFB 33, SFJ 31, SFB 32                                    | DF 130: Dansk Jernbane-Klub | DF 130 an Troldhede–Kolding–Vejen Jernbane verkauft, von dort weiterverkauft an OHJ. |
| DJ          | 92–96                             | 1876                 | 1903–1926                                        | JFJ D 92–96                                                       | | |
| DS          | 208–213                           | 1870                 | 1917–1927                                        | SJS D 38–40, 5, 12–13                                             | | |
| E (I)       | 27–36, 43–44 ab 1912 27–38        | 1868-–869            | 1915–1932                                        | JFJ E 27–36, 43–44                                                | | |
| E (II)      | 964–999                           | 1914–1916, 1942–1950 | 1961–1979                                        | SJ F 1200–1209, 1271                                              | E 964, 966: SJ E 991, 994: Danmarks Jernbanemuseum E 987: Privatperson E 996: Railworld | E 964–974 1937 von SJ gekauft, der Rest waren Neubauten |
| ES          | 220–237                           | 1863–1871            | 1899–1910                                        | SJS E 20–37                                                       | | |
| F (I)       | 61–64                             | 1873                 | 1935–1939                                        | JFJ 61–64                                                         | | |
| F (II)      | 423–427, 436–500, 651–700         | 1898–1923, 1949      | 1960–1976                                        |                                                                   | F 441, 500, 668, 694: Danmarks Jernbanemuseum F 477: Privatperson F 653: Dansk Jernbane-Klub F 656: Nene Valley Railway F 657: Syd Fyenske Veteranjernbane F 658, 665: Veteranbanen Bryrup–Vrads F 663: Østsjællandske Jernbaneklub | F 479 an Amagerbanen verkauft |
| F (III)     | 428–435                           | 1917                 | 1963–1967                                        |                                                                   | F 428: Danmarks Jernbanemuseum | |
| FF          | 109                               | 1921                 | 1950                                             | SFJ 9                                                             | | |
| FS          | 250–263                           | 1883, 1888           | 1925–1933                                        | SJS F 50–55, 61, 7, 11, 49, 10, 77–79                             | FS 265: Danmarks Jernbanemuseum | |
| G           | 77–81, 106–109, 160–173, 601–651  | 1875–1901            | 1931–1968                                        | JFJ G 77–81, 106–109, 160–173                                     | G 78: Danmarks Jernbanemuseum G 625: Dansk Jernbane-Klub | G 77–81, 106–109 und 160–173 an De Danske Statsbaner i Jylland-Fyn und DSB J geliefert, die übrigen an DSB G 605 an Hillerød–Frederiksværk–Hundested Jernbane verkauft. G 625 an Høng–Tølløse Jernbane verkauft                                     |
| GS          | 215–219                           | 1858–1866            | 1895–1897                                        | SJS G 15–19                                                       | | |
| H (I)       | 37–42                             | 1868                 | 1903–1914                                        | JFJ H 37–42                                                       | H 40: Danmarks Jernbanemuseum | H 40–41 an Vejle–Vandel–Grindsted Jernbane verkauft |
| H (II)      | 783–800                           | 1923–1926, 1941      | 1961–1976                                        |                                                                   | H 783: Dansk Jernbane-Klub H 800: Danmarks Jernbanemuseum | |
| HS          | 362–422                           | 1873–1902            | 1933–1972                                        | SJS H 62–70, 84, 82–83, 94–96                                     | HS 363, 415: Danmarks Jernbanemuseum HS 368: Nordsjællands Veterantog HS 385: Middleton Railway Leeds HS 399: Dansk Jernbane-Klub                                                                                                   | HS 377–422 an DSB geliefert, die übrigen an SJS oder DSB S. |
| IF          | 114–115                           | 1896                 | 1950–1951                                        | SFJ 14–15                                                         | | |
| J (I)       | 50–58                             | 1871                 | 1905–1915                                        | JFJ J 50–58                                                       | | |
| J (II)      | 1–20                              | 1886–1893            | 1937–1954                                        | JFJ J 1–20                                                        | J 1: Danmarks Jernbanemuseum | |
| K           | 501–600                           | 1894–1902            | 1935–1974                                        |                                                                   | K 563: Danmarks Jernbanemuseum K 564: Dansk Jernbane-Klub K 582: Nordsjællands Veterantog | K 508 an OHJ verkauft |
| KJ          | 69–76                             | 1874                 | 1924–1934                                        | JFJ K 69–76                                                       | | |
| KS          | 271–279                           | 1886–1893            | 1925–1934                                        | SJS K 71–76, 97–99                                                | KS 273: Danmarks Jernbanemuseum | |
| L           | 84–91, 110–119                    | 1875–1877            | 1900–1931                                        | JFJ L 84–91, 110–119                                              | | |
| LS          | 296–298                           | 1891                 | 1928–1934                                        | SJS L 89–91                                                       | | |
| M           | 59–60, 82–83                      | 1874–1875            | 1923–1935                                        | JFJ 59–60, 82–83                                                  | | |
| MS          | 361                               | 1892                 | 1931                                             | SJS M 92                                                          | | |
| N (I)       | 97–102                            | 1877                 | 1910–1931                                        | JFJ J 97–102                                                      | | |
| N (II)      | 110, 180–188                      | 1886–1897            | 1924–1950                                        | SFJ 10, KB 1–3                                                    | N 186: Dansk Jernbane-Klub | N 186–188 1898 von Kalvehavebanen gekauft, N 110 1949 von SFJ übernommen, die übrigen wurden 1886 an JFJ geliefert |
| N (III)     | 201–210                           | 1943                 | 1968–1976                                        | DRG 50 2113, 2119, 1989, 2088, 2114, 2122, 2017, 2141, 2133, 2009 | | Ursprünglich an die Deutsche Reichsbahn geliefert. 1945 an SNCB übergeben und 1952 an DSB verkauft. |
| NF          | 101–103                           | 1917                 | 1950                                             | SFJ 36–38                                                         | | |
| O           | 301–336                           | 1896–1901            | 1936–1958                                        |                                                                   | O 318: Danmarks Jernbanemuseum | |
| P (I)       | 103–105, 120–128                  | 1882–1883            | 1904–1906                                        | JFJ P 103–105, 120–128                                            | P 125: Danmarks Jernbanemuseum | P 103–105, 120 an Thisted–Fjerritslev Jernbane verkauft, P 121, 127, 128 an Hads-Ning Herreders Jernbane verkauft, P 122, 125 an KSB verkauft, P 123 an Randers–Hadsund Jernbane verkauft, P 124, 126 an Helsingør–Hornbæk–Gilleleje Banen verkauft |
| P (II)      | 901–933                           | 1907–1910            | 1957–1972                                        |                                                                   | P 917: Danmarks Jernbanemuseum | P 901, 904, 905, 908, 921, 926, 930 zwischen 1943 und 1954 in Baureihe PR umgebaut |
| PR          | 901, 904, 905, 908, 921, 926, 930 | 1907–1910            | 1952–1964                                        |                                                                   | PR 908: Danmarks Jernbanemuseum | Umgebaut zwischen 1943 und 1954 aus Baureihe P |
| Q           | 337–351                           | 1930–1945            | 1967–1976                                        |                                                                   | Q 345: Danmarks Jernbanemuseum Q 350: Arbeitsgemeinschaft Geestachter Eisenbahn | |
| R (I)       | 934–953                           | 1912, 1913, 1917     | 1958…1978                                        |                                                                   | R 946: Danmarks Jernbanemuseum | |
| R (II)      | 954–963                           | 1921 / 1924          | 1963…1972                                        |                                                                   | R 963: Danmarks Jernbanemuseum | |
| S (I)       | 351–356                           | 1886–1892            | 1918–1919 bei DSB 1931–1933 bei den Privatbahnen | GJ 9–14                                                           | | S 351, 356 an Troldhede–Kolding–Vejen Jernbane verkauft, S 352 an Randers–Hadsund Jernbane verkauft, S 353 an Hillerød–Frederiksværk Jernbane verkauft, S 354 an Stubbekøbing–Nykøbing–Nysted Banen verkauft, S 355 an Køge–Ringsted Banen verkauft |
| S (II)      | 721–740                           | 1924–1928            | 1961–1982                                        |                                                                   | S 736: Danmarks Jernbanemuseum S 740: Nordsjællands Veterantog | |
| T (I)       | 357–360                           | 1905                 | 1934–1937                                        | KSB 1–4                                                           | | 1909 von KSB gekauft |
| T (II)      | 297–299                           | 1917–1920            | 1956–1967                                        | DRG 38 2877, 2126, 2625                                           | | nach dem Zweiten Weltkrieg in Dänemark verblieben |
| V           | 1–4                               | 1916                 | 1917                                             | TKVJ 1–4                                                          | TKVJ 12: Danmarks Jernbanemuseum | von TKVJ von 1916 bis 1917 ausgeliehen |
| DSB 53 7510 | 53 7510                           | 1891                 | 1959                                             | DRG 53 7510                                                       | | 1945 von DRG an DSB |

## Diesellokomotiven
| Baureihe | Nummer                             | Inbetriebnahme | Ausmusterung | erhaltene Lokomotiven                                                                                             | Bemerkungen | Bild                    |
| -------- | ---------------------------------- | -------------- | ------------ | --- | --- | ----------------------- |
| ME (II)  | 1501–1537                          | 1981–1985      | 2007–        | ME 1501: Danmarks Jernbanemuseum                                                                                  | | DSB ME                  |
| MH (I)   | 201–203                            | 1957           | 1993         | MH 203: Danmarks Jernbanemuseum                                                                                   | | DSB MH (I)              |
| MH (II)  | 301–420                            | 1960–1965      | 1976–2000    | MH 302: Struer Museum MH 304: Struer Jernbaneklub MH 322, 346: Danmarks Jernbanemuseum MH 406 Dansk Jernbane-Klub | MH 336, 343, 364, 396, 403 an Det danske Stålvalseværk verkauft, MH 374, 378 an Frihavnsjernbanen verkauft |                         |
| MJ       |                                    | 1993           | 1994         | | |                         |
| MK (II)  | 601–625                            | 1996–1998      | 2002–        | | MK 601–603 an Vossloh Schienenfahrzeug verkauft. MK 604–624 gingen 2001 an Railion Danmark | DSB MK (II)             |
| MT (I)   | 101–106                            | 1927           | 1937–1943    | MT 105: Dansk-Jernbaneklub als DSB-Dienstwagen 80 86 980 0 748 – 7                                                | Gebaut als M 101–106; 1928 mit Einführung des Baureihensystems MT (I); MT 101–105 zwischen 1943 und 1944 als Hilfswagen A+B 11, 4, 8, 5, 6 umgebaut | DSB M 101               |
| MT (II)  | 151–167                            | 1958–1960      | 1990–2006    | MT 152, 155: Dansk Jernbane-Klub MT 157, 166: Danmarks Jernbanemuseum MT 163: Struer Museum                       | MT 167 1998 an Danmarks Jernbanemuseum, verkauft 2009 an Contec als MT 167, abgestellt 2013 |                         |
| MV (I)   | 115–116                            | 1929           | 1955         | | | DSB MV (I)              |
| MV (II)  | 1101, 1102, 1104, 1109, 1134, 1144 | 1954–1958      | 1985–1996    | MY 1101: Danmarks Jernbanemuseum                                                                                  | Bezeichnung von Lokomotiven der Baureihe MY (II) mit 567B-Motor anstatt dem 567C-Motor wie die normale Bauserie MY 1101, 1102, 1104, 1109, 1134 wurden 1968 zu MV, MY 1144 wurde 1973 zu MV. MV 1104 wurde 1973 zurückgebaut in MY, MV 1134 wurde 1981 und MV 1101 wurde 1984 wieder MY. |                         |
| MW       | 117–118                            | 1929           | 1938         | | Weitere Verwendung: Güterwagen DSB TL 9999 (II), DSB Specialvogn 637 und 638 und DSB TM 9991 |                         |
| MX (I)   | 131–132                            | 1932           | 1957–1958    | MX 132: Danmarks Jernbanemuseum                                                                                   | | DSB MK (II)             |
| MX (II)  | 1001–1045                          | 1960–1962      | 1987–1993    | MX 1001: Danmarks Jernbanemuseum MX 1035: Denkmal in Struer                                                       | MX 1004–1006, 1008–1010, 1017–1019, 1023, 1025, 1029–1031, 1033, 1038, 1041, 1043, 1045 an verschiedene dänische Privatbahnen verkauft MX 1012–1016, 1021, 1024, 1027, 1028, 1032, 1042 an verschiedene schwedische Bahngesellschaften verkauft | DSB MX (II)             |
| MY (I)   | 1201–1202                          | 1957–1960      | 1971         | | | Modell einer DSB MY (I) |
| MY (II)  | 1101–1159                          | 1954–1965      | 1986–2001    | MY 1101, 1112, 1135, 1159: Danmarks Jernbanemuseum MY 1104: Privatperson MY 1126: Dansk Jernbane-Klub             | MY 1101, 1102, 1104, 1109, 1134 wurden 1968 in MV (II) umgezeichnet, MY 1144 folgte 1973. MV 1104 wurde 1973 wieder zur MY, ebenso MV 1134 1981 und MV 1101 1984. Ein Teil der Lokomotiven erhielt in den 1990er Jahren Namen MY 1108 wurde 1994 Dienstlokomotive, 1995 erfolgte die Nummernänderung in 90 86 00-21 108-4. MY 1135 wurde 1999 Dienstlokomotive mit der Nummer 90 86 00-21 135-7 MY 1111, 1113, 1118, 1121, 1123, 1128, 1141 an schwedische Eisenbahngesellschaften verkauft MY 1110, 1116, 1120, 1122, 1124, 1132, 1134, 1148, 1150, 1156, 1157 an Privat Banen Sønderjylland und Traxion verkauft MY 1125, 1127, 1131, 1138, 1142, 1143, 1147, 1149, 1151, 1155 an Euro-Track verkauft. MY 1145, 1146, 1152–1154, 1158 an dänische Privatbahnen verkauft | DSB MY (II)             |
| MZ       | 1401–1410                          | 1967–1978      | 1998–        | MZ 1401: Danmarks Jernbanemuseum                                                                                  | MZ 1402–1410, 1413, 1421, 1423, 1426, 1447, 1455 an verschiedene schwedische Bahngesellschaften verkauft MZ 1411 verkauft an Banestyrelsen. MZ 1412, 1414, 1416–1420, 1422, 1424, 1448–1454, 1456–1461 wurden 2001 an Railion Danmark übertragen MZ 1415 verkauft an Jernbaneverket in Norwegen MZ 1427–1429, 1431–1435, 1437, 1438, 1440, 1441, 1443–1446 nach Australien verkauft MZ 1430, 1439 an amerikanische Gesellschaften verkauft MZ 1436, 1452 an COMSA verkauft | DSB MZ                  |

## Elektrolokomotiven
| Baureihe | Nummer    | Inbetriebnahme | Ausmusterung | Bemerkungen | Bild                |
| -------- | --------- | -------------- | ------------ | --- | ------------------- |
| EA       | 3001–3022 | 1984–1992      | 2007–        | Alle Lokomotiven haben Namen EA 3011–3019 und 3021 wurden 2001 an Railion Danmark übertragen EA 3002, 3003, 3005, 3006, 3008, 3009 2007 nach Bulgarien verkauft | DSB EA              |
| EB       | 3201–3242 | 2020–          |              | Die Lokomotiven sind eine Variante des Siemens Vectron und werden zukünftig mit Talgowagen im Fernverkehr eingesetzt.                                           | DSB EB Vectron      |
| EG       | 3101–3113 | 1999–2000      |              | 2001 an Railion Danmark | DSB EG EuroSprinter |

## S-Bahn-Triebzüge
| Generation / Lieferung             | Baureihe und Nummer                                                                                     | Inbetriebnahme | Ausmusterung | erhaltene Triebzüge                                                                  | Bemerkungen | Bild                                            |
| ---------------------------------- | --- | -------------- | ------------ | ------------------------------------------------------------------------------------ | --- | ----------------------------------------------- |
| MM 1. Generation 1. Lieferung      | MM 701–742 FM 861–881                                                                                   | 1933           | 1966–1972    |                                                                                      | MM 718–FM 874–MM 732: Danmarks Jernbanemuseum MM 701–742 geliefert als MM 501–542, 1941 umgezeichnet FM 861–882 geliefert als FM 12501–12521, 1941 in FM 801–821 umgezeichnet, 1950 in FM 861–872 umgezeichnet FM 870, 881, 886 zwischen 1968 und 1971 in Unterrichtswagen für das Jysk Teknologisk Institut umgebaut | S-Tog der ersten Generation                     |
| MM 1. Generation 2. Lieferung      | MM 743–762 FM 882–891 FM 892 FS 911–922 FS 901–910 FS 992–999                                           | 1935–1936      | 1967–1973    |                                                                                      | MM 743–762 geliefert als MM 543–562, 1941 umgezeichnet FM 992–891 geliefert als FM 12522–12531, 1941 in FM 822–831 umgezeichnet, 1950 in FM 882–891 umgezeichnet FM 892 geliefert als FML 12532, 1941 in FML 832 umgezeichnet, 1950 in FM 892 umgezeichnet FS 911–922 geliefert als FML 12533–12544, 1941 in FL 833–844 umgezeichnet, 1942 in FS 911–922 umgebaut FS 901–910 geliefert als FML 12545–12554, 1941 in FS 901–910 umgebaut FS 992–999 geliefert als FS 12494–12500, 1941 in FS 992–999 umgezeichnet FS 911 1978 in Dienstwagen umgebaut |                                                 |
| MM 1. Generation 3. Lieferung      | MM 763–778 FS 976–991                                                                                   | 1949–1950      | 1969–1976    |                                                                                      | |                                                 |
| MM 1. Generation 4. Lieferung      | MM 779–802 FS 952–975                                                                                   | 1952           | 1969–1978    |                                                                                      | |                                                 |
| MM 1. Generation 5. Lieferung      | MM 803–819 FS 935–951                                                                                   | 1962           | 1972–1978    |                                                                                      | |                                                 |
| MM 2. Generation 6. Lieferung      | MM 7501–7507 FS 7001–7007                                                                               | 1967–1968      | 1999–2003    |                                                                                      | FS 7001–7007 ursprünglich geliefert als AS 7001–7007, 1972 in FS 7001–7007 umgezeichnet | S-Tog der zweiten Generation                    |
| MM 2. Generation 6.–12. Lieferung  | MM 7601–7806 FS 7101–7306                                                                               | 1966–1975      | 1999–2007    | MM 7781, 7806, FS 7302: Danmarks Jernbanemuseum MM 7795–FS 7295: Dansk Jernbane-Klub | Ursprünglich 206 Züge in der Reihung MM–FS. Nach der Lieferung der FU–MU wurden diese zwischen MM und FS 7761/7261 – 7800/7300, 7741/7241 – 7760/7260, 7801/7301 – 7805/7305 eingefügt, so dass die Reihung MM–FU–MU–FS entstand | S-Tog der zweiten Generation                    |
| MU 2. Generation 13.–14. Lieferung | FU 8001–8065 MU 8501–8565                                                                               | 1975–1978      | 2001–2007    | FU 8035–MU 8535: Dansk Jernbane-Klub                                                 | zwischen MM und FS 7761/7261 – 7800/7300, 7741/7241 – 7760/7260, 7801/7301 – 7805/7305 eingefügt, so dass die Reihung MM–FU–MU–FS entstand | S-Tog der zweiten Generation                    |
| MC 3. Generation                   | MC 6501–6508 FC 6001–6008                                                                               | 1979           | 1994         |                                                                                      | Vier Vierwagenzüge (Prototypen) in der Reihung FC–MC–MC–FC, zwei mit GEC-Antrieb und zwei mit ASEA-Antrieb | S-Tog der dritten Generation                    |
| MC 3. Generation                   | MC 6509–6524 FC 6009–6024                                                                               | 1986           | 2006         |                                                                                      | Acht Vierwagenzüge in der Reihung FC–MC–MC–FC |                                                 |
| SA 4. Generation                   | SA 8101–8205 SB 8301–8405 SC 8601–8705 SD 8801–8905 SD 9801–9905 SC 9601–9705 SB 9301–9405 SA 9101–9205 | 1995–2005      |              |                                                                                      | 105 Achtwagenzüge in der Reihung SA–SB–SC–SD–SD–SC–SB–SA. Zug 22 und 36 stießen 2002 zusammen, die Wagen 8136–8336–8636–8822–9822–9622–9322–9122 wurden mit dem reparierten Zug 22 dem Betrieb übergeben, die restlichen Wagen ausgemustert | DSB SA, achtteiliger Triebzug der 4. Generation |
| SE 4. Generation                   | SE 4101–4131 SF 4301–4331 SG 4501–4531 SH 4701–4731                                                     | 2004–2005      |              |                                                                                      | 31 Vierwagenzüge in der Reihung SE–SF–SG–SH | DSB SE, vierteiliger Triebzug der 4. Generation |

## Elektrotriebwagen
| Baureihe | Nummer                                              | Inbetriebnahme     | Ausmusterung | Bemerkungen | Bild |
| -------- | --------------------------------------------------- | ------------------ | ------------ | --- | --- |
| ER       | ER 2001–2044 FR 2201–2244 FR 2301–2344 ER 2101–2144 | 1993–1995 und 1997 |              | IR 4 – 44 Vierwagenzüge in der Reihung ER–FR–FR–ER. | DSB ER oder IR4 |
| ES       |                                                     | 2024–              |              | | |
| ET       | ET 4301–4411 FT 4701–4811 ET 4501–4611              | 2000–2011          |              | Øresundstog – 111 Dreiwagenzüge in der Reihung ET–FT–ET, davon 34 Züge an DSB geliefert. Die übrigen Züge wurden als X31K an Statens Järnvägar in Schweden geliefert. | Die Triebzüge DSB ET und SJ X31K werden im internationalen Verkehr auf der Öresundverbindung zwischen Kopenhagen und Malmö eingesetzt. |

## Dieseltriebzüge
| Baureihe  | Nummer                                                                                          | Inbetriebnahme | Ausmusterung | erhaltene Fahrzeuge                                   | Bemerkungen | Bild                               |
| --------- | ----------------------------------------------------------------------------------------------- | -------------- | ------------ | ----------------------------------------------------- | --- | ---------------------------------- |
| MS        | MS 401, 403, 405 AA 931–933 MS 402, 404, 406                                                    | 1935           | 1970–1973    | MS 401-AA 931-MS 402: Danmarks Jernbanemuseum         | Vier Dreiwagenzüge in der Reihung MS–AA–MS, geliefert als MS 1, 3, 5, 7 + AA 911–914 + MS 2, 4, 6, 8. Nach einem Brand 1938 wurde MS 5–AA 913–MS 2 zu MB 17–AB 919–FJ 951–MB 18 umgebaut, von 1941 MB 415–AB 438–FJ 450–MB 416. MS 6 wurde 1939 zum neuen MS 2 umgezeichnet, von 1941 an MS 402.                                                                                              | DSB MS im Jernbanemuseum in Odense |
| MB        | MB 407, 409, 411, 413, 415 AB 434–438 FJ 446–450 MB 408, 410, 412, 414, 416                     | 1937–1939      | 1967–1973    |                                                       | Vier Vierwagenzüge in der Reihung MB–AB–FJ–MB, geliefert als MB 9, 11, 13, 15 + AB 915–918 + FJ 947–950 + MB 10, 12, 14, 16. Nach einem Brand 1938 wurde MS 5–AA 913–MS 2 zu MB 17–AB 919–FJ 951–MB 18 umgebaut, von 1941 an MB 415–AB 438–FJ 450–MB 416. | DSB MB                             |
| MK (I)–FK | MK 675, 677, 679, 681, 683 FK 676, 678, 680, 682, 684                                           | 1943, 1951     | 1970–1971    |                                                       | Fünf Zweiwagenzüge in der Reihung MK–FK |                                    |
| MA        | MA 460–470 AM 500–509 BM 520–525 BMk 530–535 BS 480–489                                         | 1963–1966      | 1990         | MA 460–AM 500–BMk 530–BS 480: Danmarks Jernbanemuseum | Normale Reihung: MA–AM–BM–BS + BS–BMk–AM–MA, in den ersten Betriebsjahren mit einem Mittelwagen weniger, später mit einem Mittelwagen mehr. BMk 530–535 ursprünglich geliefert als BR 530–535, Umbau 1975–1977. Alle anderen Triebzüge gingen 1992 an Lubuska Kolej Regionalna, Polen und wurden 1995 verschrottet.                                                                           | DSB MA                             |
| MR        | MR 4001–4083, 4085–4099 MRD 4201–4283, 4285–4299                                                | 1978–1985      | 2000–        | MR 4088–MRD 4288: Danmarks Jernbanemuseum             | MR 4001–4062 verkehrten ursprünglich in der Reihung MR–MR. Nach der Lieferung der MRD ab 1983 erfolgte die Reihung als MR–MRD mit der gleichen Wagennummer. MRD 4227 wurde 1984 nach der Ausmusterung von MR 4027 in MRD 4283 umgezeichnet und verkehrte dann mit dem neu gelieferten 4083. Die Einheiten 01, 05, 15, 22, 39, 40, 55, 60, 63, 68, 80, 81 und 92 wurden an Arriva UK verkauft. | DSB MR(D)                          |
| ML        | ML 4901–4907 FL 7901–7907                                                                       | 1984           | 2007         | ML 4903–FL 7905–ML 4904: Danmarks Jernbanemuseum      | Normale Reihung ML–FL–ML oder ML–FL–FL–ML, gelegentlich kombiniert mit Fahrzeugen von GDS oder HFHJ | DSB ML                             |
| MF        | MFA 5001–5096 FF 5401–5496 MFB 5201–5296                                                        | 1989–1998      |              |                                                       | IC3 – 96 Dreiwagenzüge in der Reihung MFA–FF–MFB. Die Züge 5093–5096 gehörten ursprünglich Blekinge Länstrafik als Y2 1367, 1368, 1370 und 1371 und wurden 2003 gekauft | DSB MF oder IC3                    |
| MQ        | MQ 4111–4130 MQ 4911–4930                                                                       | 2002, 2010     |              |                                                       | 20 Zweiwagenzüge in der Reihung MQ–MQ | DSB MQ Desiro Classic von Siemens  |
| MG        | MG 5601–5608, 5610–5683 FH 6601–6608, 6610–6683 FG 6801–6808, 6810–6883 MG 5801–5808, 5810–5883 | 2003–          |              |                                                       | IC 4 – 82 der 83 bestellten Vierwagenzüge verkehren in der Reihenung MG–FH–FG–MG. Zug 5609 wurde nicht nach Dänemark, sondern 2009 über Italien nach Libyen geliefert | DSB MG oder IC4 von AnsaldoBreda   |
| MP        | MP 5701–5723 FP 6701–6723                                                                       | 2011–          |              |                                                       | IC2 – 23 Zweiwagenzüge in der Reihung MP–FP, 2016 alle wegen Baumängel abgestellt | DSB MP oder IC2 von AnsaldoBreda   |

## Dieseltriebwagen
| Baureihe  | Nummer                                   | Inbetriebnahme       | Ausmusterung | erhaltene Fahrzeuge | Bemerkungen | Bild        |
| --------- | ---------------------------------------- | -------------------- | ------------ | --- | --- | ----------- |
| M 1–3     | 1–3                                      | 1925                 |              | | 1928 in MA (1928) umgezeichnet. | DSB M 1–3   |
| M 21–22   | 21–22                                    | 1926                 |              | | 1928 in MC (I) umgezeichnet | DSB M 21–22 |
| MA (1928) | 1–3                                      | Umzeichnung 1928     | 1942–1953    | | M 1–3 wurden 1928 in MA 1–3, 1934 in MA 48–50 und 1941 in MA 601–603 umgezeichnet. MA 602 an Varde–Grindsted Jernbane verkauft. |             |
| MBF (I)   | 481–483                                  | 1926–1929            | 1952–1959    | MBF 482: Dansk Jernbane-Klub (als RHJ M 4)                                                                             | geliefert für A/S Svendborg–Nyborg Jernbaneselskab als SNB MB 1, für Faaborg–Svendborg Jernbaneselskab als SFB MB 2 und für Odense–Nørre Broby–Faaborg Jernbane als ONFJ MB 3, 1949 übernommen zum Einsatz von DSB. Alle drei Fahrzeuge blieben im Eigentum der privaten Gesellschaften. MBF 481 an Randers–Hadsund Jernbane, MBF 482 an Nordvestfyenske Jernbane, später an Randers–Hadsund Jernbane, MBF 483 verkauft an Nordfyenske Jernbane. |             |
| MBF (II)  | 484                                      | 1929                 | 1966         | | geliefert als SFJ MB 4 für Sydfyenske Jernbaneselskab, 1949 übernommen als Eigentum von DSB, verkauft an Nordfyenske Jernbane, NFJ MH 9. |             |
| MC (I)    | 21–22                                    | Umzeichnung 1928     | 1947         | | M 21–22 wurden 1928 in MC 21–22 und 1941 in 611–612 umgezeichnet MC 611 wurde 1943 an Næstved–Præstø–Mern Banen verkauft. |             |
| MC (II)   | 651–655                                  | 1928–1929            | 1956         | MC 651, 655: Østsjællandske Jernbaneklub MC 653: Nordsjællands Jernbaneklub                                            | 1950 aus MF 633, 638, 646, 634, 645 umgebaut MC 651 verkauft an VaGJ. MC 652, 653 verkauft an Ringkøbing–Ørnhøj–Holstebro Jernbane, MC 654 verkauft an Køge–Ringsted Banen, MC 655 verkauft an Østsjællandske Jernbaneselskab. |             |
| MDF       | 491–492, 494–497                         | 1932                 | 1950–1966    | | SFJ MD 6, 7, 9 der Sydfyenske Jernbaneselskab (SFJ) – 1949 als 491, 492 und 494 als Eigentum von DSB übernommen ONFJ M der Odense–Nørre Broby–Fåborg Jernbane (ONFJ) – 1949 als 495 zur Nutzung von DSB übernommen SNB M der A/S Svendborg–Nyborg Jernbaneselskab (SNB) – 1949 als 496 zur Nutzung von DSB übernommen SFB M der A/S Faaborg–Svendborg Jernbaneselskab (SFB) – 1949 als 497 zur Nutzung von DSB übernommen MDF 492 verkauft an Bahnstrecke Odense–Kerteminde–Martofte#Odense–Kerteminde–Martofte Jernbane (OKMJ). MDF 494 verkauft an Nordvestfyenske Jernbane (OMB). |             |
| ME (I)    | 31–47 / 621–627                          | 1927–1928            | 1932–1956    | ME 33: Nordsjællands Jernbaneklub (als LNJ M 4) ME 35: Danmarks Jernbanemuseum                                         | Ursprünglich M 31–47, 1928 in ME 31–47 umgezeichnet, ME 31, 34, 36, 38, 41, 43 1941 in ME 621–627 umgezeichnet ME 32 verkauft an KRB, ME 33, 621 verkauft an Lyngby-Nærum Jernbane, ME 35 verkauft an Stubbekøbing–Nykøbing–Nysted Banen, ME 39 verkauft an RØHJ, ME 40 verkauft an Ryomgård–Gjerrild–Grenaa Jernbane, ME 42, 44 verkauft an ØSJS, ME 46 verkauft an Aarhus–Hammel–Thorsø Jernbane, ME 47 verkauft an RHJ, ME 622 verkauft an NPMB, ME 623 verkauft an Ebeltoft–Trustrup Jernbane.                                                                                   |             |
| MF        | 51–68 / 631–647                          | 1928–1929            | 1938–1956    | | Ursprünglich MF 51–68, 1941 wurden MF 51–61, 63–68 in MF 631–647 umgezeichnet MF 633, 638, 646, 634, 645 1950 in MC 651–655 umgebaut MF 647 an VLTJ verkauft |             |
| ML        | 84–99 / 501–515                          | 1929–1930            | 1934–1958    | | Geliefert als ML 84–99. ML 84–88, 90–99; 1941 umgezeichnet in ML 501–515 ML 501, 503, 509, 510, 512–515 zwischen 1958 und 1965 in Unterrichtswagen für Jydsk Teknologisk Institut ZU 99986, 99989, 99991, 99992, 99993, 99990, 99995, 99987 umgebaut ML 505 1959 zum Spezialwagen 445 umgebaut |             |
| MO        | 563–572, 1951–1962, 1973–1999, 1801–1890 | 1935–1940, 1951–1958 | 1966–1984    | MO 1829, 1848: Dansk Jernbane-Klub MO 1835: Angelner Dampfeisenbahn MO 1846, 1878, 1881, 1954: Danmarks Jernbanemuseum | MO 1951–1962 als MO 551–562 geliefert, Umbau 1963–1965. MO 1973–1999 geliefert als MO 281–307, 1941 Umzeichnung in MO 573–599, 1960–1964: Umbau zu MO 1973–1999 MO 1997 umgebaut als Messwagen für den Signaldienst 1971 | DSB MO      |
| MP        | 540–549                                  | 1934                 | 1962–1966    | | geliefert als MP 251–260, 1941 in MP 540–549 umgezeichnet. MP 540, 544, 547, 548 zwischen 1965 und 1970 als Unterrichtswagen für das Jydsk Teknologisk Institut als ZU 99985, 99961, 99984 und 095 0 983 verwendet |             |
| MQ (1932) | 521–524                                  | 1932                 | 1957–1960    | | Geliefert als MQ 207–210, 1941 in MQ 540–549 umgezeichnet |             |
| MR (1928) | 201–206 / 531–534                        | 1928                 | 1932–1956    | MR 201: Dansk Jernbane-Klub                                                                                            | Geliefert als MR 201–206, 1941 wurden MR 201, 203, 204, 206 als MR 531–534 umgezeichnet MR 531–533 zwischen 1956 und 1963 als Unterrichtswagen für das Jydsk Teknologisk Institut ZU 99988, 99994, 99996 umgebaut |             |

## Rangiertraktoren
| Baureihe            | Inbetriebnahme  | Ausmusterung       | erhaltene Fahrzeuge | Bemerkungen |
| ------------------- | --------------- | ------------------ | --- | --- |
| DSB Traktor 1–8     | 1924–1926       | 1926–1942          | | Traktor 6 an Sydfyenske Jernbaner verkauft |
| DSB Traktor 1       | 1940            | 1959               | | Ursprünglich DB V 36, 1946 von DSB gekauft |
| DSB Traktor 2       | 1940            | 1968               | Traktor 2: Struer Museum                                                                                               | 1946 aus deutschem Kriegsbestand übernommen, an Vemb–Lemvig–Thyborøn Jernbane verkauft |
| DSB Traktor 3       | 1938            | 1968               | Traktor 3: Syd Fyenske Veteranjernbane                                                                                 | An Bauunternehmen Sager & Woerner geliefert, 1945 aus deutschem Kriegsbestand übernommen, an Dansk Træcellulose, Assens verkauft                                                                                       |
| DSB Traktor 6       | 1945            | 1973               | | vom britischen Verteidigungsministerium 1957 gekauft, 1966 in ML 6 umgezeichnet |
| DSB Traktor 11–17   | 1927            | 1939–1950          | | |
| DSB Traktor 21–25   | 1928–1929       | 1947–1983          | | |
| DSB Traktor 31–45   | 1930–1931       | 1959–1973          | | Traktor 35 an Novopan Træindustri, Pindstrup, verkauft |
| DSB Traktor 46–52   | 1931–1932       | 1968–1988          | Traktor 47, 48, 52: Danmarks Jernbanemuseum Traktor 49: Syd Fyenske Veteranjernbane.                                   | Traktor 46–47 waren ursprünglich Traktor 19–20, Umzeichnung 1932. Traktor 49 an Blumøller A/S, Odense, verkauft |
| DSB Traktor 56/57   | 1953            | 1973 bis etwa 1987 | Traktor 57: Danmarks Jernbanemuseum                                                                                    | |
| DSB Traktor 70      | 1933            | 1978               | | von Frihavnsjernbanen 1937 gekauft |
| DSB Traktor 71      | 1931            | 1969               | | Ursprünglich Traktor 1, 1933 in Traktor 71 umgebaut |
| DSB Traktor 72–76   | 1933            | 1966               | | |
| DSB Traktor 77–85   | 1933–1934       | 1966               | | Traktor 79 und 80 an Odsherred Jernbane verkauft, Traktor 81 an VLTJ verkauft, Traktor 84 an Skagensbanen verkauft |
| DSB Traktor 101–116 | 1951–1954       | 1987–1990          | Traktor 115: Østsjællandske Jernbaneklub                                                                               | |
| DSB Traktor 117–146 | 1955–1959       | 1982–1990          | Traktor 119, 135, 143, 146: Dansk Jernbane-Klub Traktor 121: Struer Traktor 140: Danmarks Jernbanemuseum               | Traktor 119 verkauft an Skagensbanen (SB). Traktor 124 verkauft an Kommunekemi. Traktor 128 verkauft an ABB Scandia. Traktor 146 verkauft an Hjørring Privatbaner (HP).                                                |
| DSB Traktor 251–290 | 1966, 1968–1969 | 1999–              | Traktor 251: Dansk Jernbane-Klub Traktor 256, 261, 288: Danmarks Jernbanemuseum Traktor 257: Veteranbanen Bryrup Vrads | Traktor 251–252, 254–262, 264, 266–268, 275–278, 281–284, 286, 289–290 wurden 2001 an Railion Danmark übergeben Traktor 259 2011 zurückgekauft Traktor 290 zur Verschrottung 2006 verkauft, Rückkauf von DSB 2007/2008 |
| DSB Traktor LJ M 13 | 1959            |                    | | Ursprünglich DB 323 171, von Lollandsbanen 1986 als M 13 gekauft, an DSB 1993 verkauft, nicht umgezeichnet. 2001 an Railion Danmark als Traktor 13 übergeben                                                           |
| Køf 64              | 1955            |                    | | Ursprünglich DB 322 047, von Høng-Tølløse Jernbane 1987 gekauft und als Køf 64 eingesetzt, an DSB 1996 verkauft und als DSB Traktor 1 bezeichnet                                                                       |